# Casting

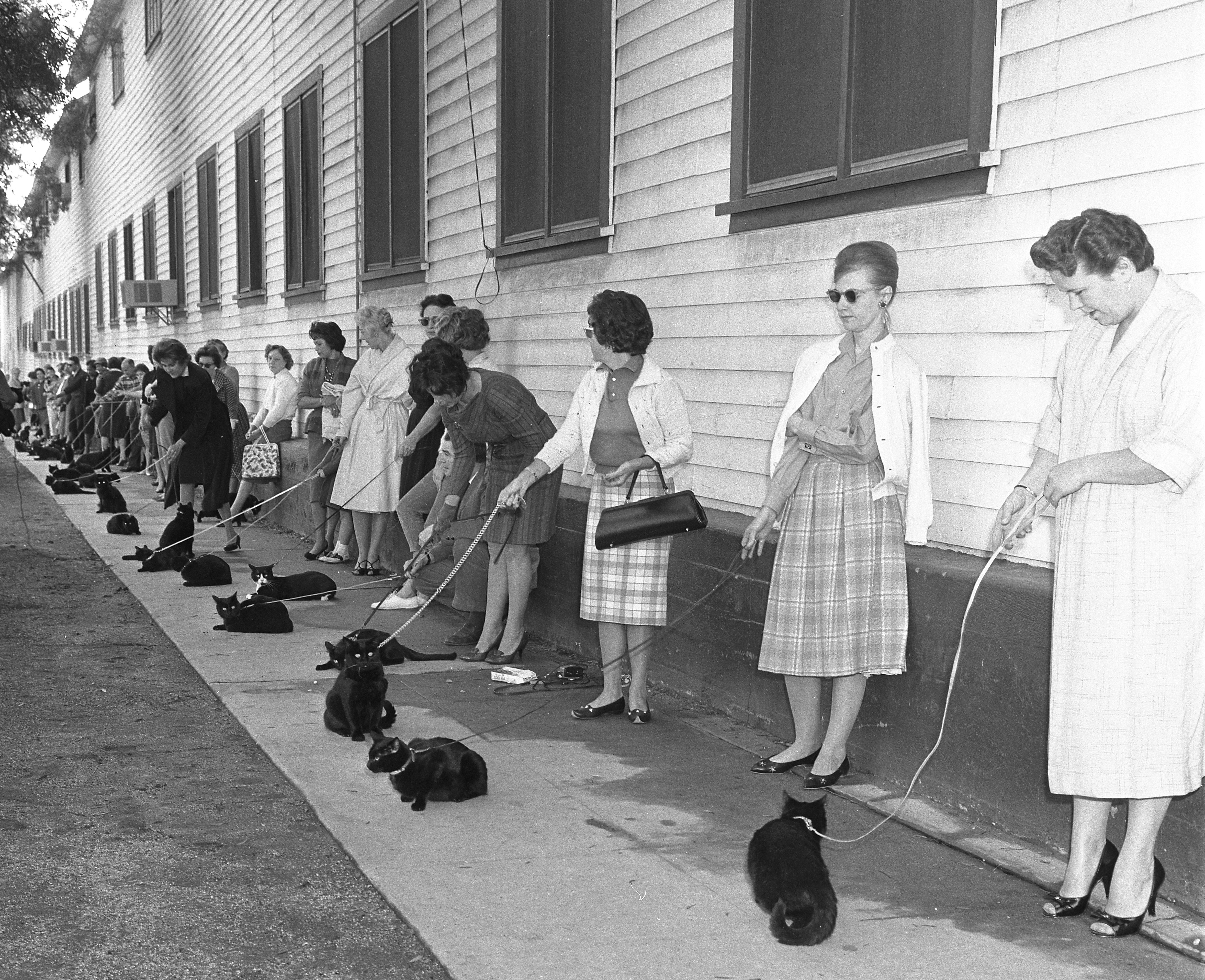
Katten worden gecast voor de film Tales of Terror

Het van oorsprong Engelse woord casting heeft betrekking op de selectie van artiesten (zoals acteurs en dansers) voor een specifieke rol. De groep artiesten die uiteindelijk geselecteerd worden, vormen de cast van het betreffende televisieprogramma of toneelstuk, de betreffende film of theatervoorstelling. Het woord casting kan bovendien ook verwijzen naar de selectie van fotomodellen.

## Castingprocedure
Bij casting zijn er in het algemeen drie belanghebbende partijen:
1. de opdrachtgever, zoals een tv- of theaterproducent
2. een artiest/model
3. de tussenpersoon/organisator van de casting

Deze laatste staat bekend als castingdirector en is verbonden aan een castingbureau.
Om in aanmerking te komen voor een casting dient een artiest of model zich in te schrijven bij een castingbureau of te reageren op een specifieke castingoproep. Professionele castings zijn altijd gratis, maar niet iedereen die zich aanmeldt of ingeschreven staat wordt ook daadwerkelijk uitgenodigd voor de castingsessies.
Tijdens een castingsessie kan het voldoende zijn dat de opdrachtgever en castingdirector een aantal foto's ziet van de artiest of het model. Vaker moeten artiesten echter een auditie doen om hun talenten en uitstraling te laten zien. Op basis hiervan vindt de casting plaats. De castingdirector heeft hierin een adviserende stem, de opdrachtgever het laatste woord.